# Horní Řasnice (przystanek kolejowy)
Horní Řasnice – przystanek kolejowy w miejscowości Horní Řasnice, w powiecie Liberec w kraju libereckim, w Czechach. Znajduje się na linii kolejowej 039 Frýdlant v Čechách - Jindřichovice pod Smrkem, na wysokości 405 m n.p.m.. 

## Linie kolejowe
- 039: Frýdlant v Čechách - Jindřichovice pod Smrkem